# Cyaniris astynome
Cyaniris astynome är en fjärilsart som beskrevs av Charles Oberthür 1918. Cyaniris astynome ingår i släktet Cyaniris och familjen juvelvingar. Inga underarter finns listade i Catalogue of Life.